# 桂米蔵
桂 米蔵（かつら よねぞう、1940年11月3日 - ）は、大阪市港区出身の落語家。本名は柳本 邦彦。上方落語協会所属。
1967年5月に3代目桂米朝に入門。1976年11月から山梨県在住。
2020年8月24日、天満天神繁昌亭「米朝ウィーク 桂米朝五年祭特別公演」に出演した。